# Spring (EP de Wallows)
Spring  es el EP debut de la banda estadounidense Wallows. Fue lanzado el 6 de abril de 2018 a través de Atlantic Records.

## Antecedentes y lanzamiento
El 23 de febrero de 2018, Wallows lanzó el primer sencillo del álbum, «Pictures of Girls», un video musical posterior fue lanzado el mismo día. El segundo sencillo del álbum, «These Days», se lanzó el 23 de marzo de 2018.  El 25 de junio de 2018, se lanzó un video musical de «These Days» y actualmente es el segundo video más popular de Wallows en YouTube.

## Canciones
Todas las pistas están escritas por Dylan Minnette, Cole Preston y Braeden Lemasters.
| No.             | Título              | Escritor(es)                   | Duración |
| --------------- | ------------------- | ------------------------------ | -------- |
| 1.              | «Ground»            |                                | 3:33     |
| 2.              | «It's Only Right»   |                                | 4:34     |
| 3.              | «Let the Sun In»    |                                | 3:42     |
| 4.              | «These Days»        | Remi Wolf -- Julian McClanahan | 3:24     |
| 5.              | «1980s Horror Film» |                                | 3:44     |
| 6.              | «Pictures of Girls» |                                | 3:24     |
| Total duración: | Total duración:     | Total duración:                | 22:35    |